# Santa Barbara dei Fulmini
Santa Barbara dei Fulmini (titolo originale O Sumiço da Santa, uma história de feitiçaria: romance baiano) è un romanzo modernista dello scrittore brasiliano Jorge Amado, pubblicato nel 1988. 

## Trama
Città di Bahia, Brasile, fine anni sessanta e primi anni settanta. In occasione di una mostra in un museo d'arte religiosa, una statua rappresentante Santa Barbara («quella dei Fulmini», sincretizzata con la dea africana Oyá) viene trasferita dalla cattedrale di Santo Amaro, nel Recôncavo (presso la quale è abitualmente esposta ai fedeli) al Museo d'Arte Sacra dell'Università Federale di Bahia (ex convento di Santa Teresa). Il trasferimento della statua avviene su di un peschereccio, il Viajante sem Porto, guidato da Mastro Manuel e sua moglie Maria Clara, assistiti da un giovane sacerdote, padre Abelardo Galvão (curato della parrocchia di Piaçava, nel Sertão) e da una suora del convento della Lupa (chiamato anche convento delle Penitenti), suor Maria Eunice, per vegliare sulla statua. Il viaggio non incontra intoppi, ma una volta raggiunta la banchina (la Rampa del Mercato) e attraccata l'imbarcazione, la statua della Santa sparisce. La notizia getta nello scompiglio la città, e soprattutto Don Massimiliano von Gruden, direttore del Museo d'Arte Sacra dove la statua doveva essere esposta: elemento di punta della mostra, essa doveva suggellare, infatti, l'uscita di un suo saggio dove si esponevano le origini della statua, sciogliendo pure ogni dubbio da sempre legato ad essa (come e perché stringesse nelle mani un mazzetto di fulmini invece della canonica torre e palma). Don Massimiliano si precipita dalle principali autorità per raccontare l'accaduto e ritrovare al più presto la statua. Le teorie sul furto sono diverse: la Sicurezza Pubblica, ovvero la Polizia Statale, considera l'evento come l'ennesimo atto di vendita delle reliquie da parte degli stessi parroci (il principale sospettato sarebbe padre Abelardo, il sacerdote che accompagnò il simulacro durante il viaggio, già sulla lista nera sia delle autorità statali che della Chiesa per avere incitato ribellioni contro i proprietari delle fazende); mentre per il Colonnello della Polizia Federale il furto sarebbe opera della mafia organizzata.
La verità è, però, tutt'altra: una volta attraccata alla banchina, la statua aveva assunto le sembianze di una donna in carne e ossa (Santa Barbara per i cristiani; Yansã per i brasiliani) e aveva lasciato il suo piedistallo per girare fra le strade di Bahia con la missione di «occuparsi di certe faccende importanti», ovvero rimettere a posto situazioni ingiuste e atteggiamenti offensivi nei suoi confronti e soprattutto nei confronti della vita, come quello di dona Adalgisa, una fervente cattolica di origini spagnole, ma arida, acida con il prossimo, solita a picchiare e terrorizzare a colpi di scudiscio la nipote Manela (affidata a lei e al marito in seguito ad un incidente stradale in cui persero la vita i genitori), inculcandole la più stretta e rigorosa morale cattolica e ripudiando, di conseguenza, le radici africane della cultura brasiliana, con i suoi candomblé e i riti blasfemi. 
Solo una volta portata a termine la delicata missione (insegnare a dona Adalgisa le gioie della vita; permettere a Manela di vivere il suo amore con Miro, fino a quel momento ostacolato duramente dalla zia; salvare padre Abelardo dal tentativo di vendetta del fazendeiro Costa), la Santa potrà presentarsi al Museo d'Arte Sacra e lì riassumere la forma di statua, giusto in tempo per il vernissage della mostra.

## Personaggi
- Dona Adalgisa: tutrice di Manela. Figlia di don Francisco Romero Perez y Perez (di origini spagnole) e di una brasiliana di nome Andreza da Anunciação, va in sposa ad un ex campione di calcio, Danilo Correia, da cui però non riesce ad avere figli, causa la sterilità di quest'ultimo. In seguito ad un incidente stradale in cui perse la vita sua sorella, Dolores, assieme al cognato, Eufrásio, decide di prendere in custodia la figlia primogenita della coppia, Manela, e di educarla «nel rigore fanatico e puritano del cattolicesimo».
- Manela: Manela Perez Belini. Figlia primogenita di Dolores Perez (sorella di Adalgisa) ed Eufrásio Belini do Espírito Santo. Rimane orfana di entrambi i genitori a seguito di un terribile incidente stradale. Lei e la sorella Marieta vengono date in affidamento alle zie: Manela così si ritrova in custodia alla zia Adalgisa, la quale le impone uno stile di vita rigido, secondo i più severi dogmi della religione cattolica.
- Don Massimiliano von Gruden: nato in Germania, si trasferisce a Bahia dove diventa direttore del Museo d'Arte Sacra della città. Si adopera affinché nel suo museo venga esposta la statua di Santa Barbara dei Fulmini, così da suggellare l'uscita di un saggio da lui stesso scritto in cui, dopo anni di dibattiti e opinioni contraddittorie, rivela l'origine e l'autore della statua.
- Padre Abelardo Galvão: vicario della parrocchia di Piaçava, nel Sertão. Definito come oclocrate e appartenente alla categoria dei «preti cocomero» (considerato, cioè, filocomunista), è malvisto dalle autorità locali e dalla Chiesa per le sue ideologie di lotta contro le ingiustizie e la violenza dei fazendeiros e, più in generale, della dittatura militare che governa lo Stato. Già in passato si era messo alla testa di una banda di armati con cui aveva invaso le terre di un fazendeiro influente, Joãozinho Costa. Padre Galvão è inoltre dilaniato dalla consapevolezza, da un lato, del suo ruolo (con i voti sacerdotali e la pericolosa missione da martire impostasi), e dall'altro della forte attrazione che prova verso una giovane attrice di nome Patrícia.

Nel romanzo appaiono anche diversi personaggi reali come Caetano Veloso, Maria Bethania, Gal Costa, Nilda Spencer.

## Edizioni italiane
- Santa Barbara dei Fulmini. Una storia di stregoneria, traduzione di Elena Grechi, Collana Narratori moderni, Milano, Garzanti, 1989, ISBN 978-88-116-6042-2. - Milano, CDE, 1990; Collana Gli Elefanti. Narrativa, Garzanti, 1997, ISBN 978-88-116-6803-9; Collana Nuova biblioteca, Garzanti, 2008, ISBN 978-88-116-8320-9; Collana Elefanti bestseller, Garzanti, 2011-2023, ISBN 978-88-118-1954-7.